# 岷江瑞香
岷江瑞香（学名：Daphne penicillata）为瑞香科瑞香属下的一个种。

## 扩展阅读
- 維基物種上的相關：岷江瑞香